# Megacyllene proxima
Megacyllene proxima är en skalbaggsart som först beskrevs av François Louis Nompar de Caumont de Laporte och Hippolyte Louis Gory 1841.  Megacyllene proxima ingår i släktet Megacyllene och familjen långhorningar.
Artens utbredningsområde är:
- Paraguay.
- Venezuela.

Inga underarter finns listade i Catalogue of Life.